# Vattenfall-Gebäude
Koordinaten: 53° 36′ 28″ N, 10° 1′ 29″ O

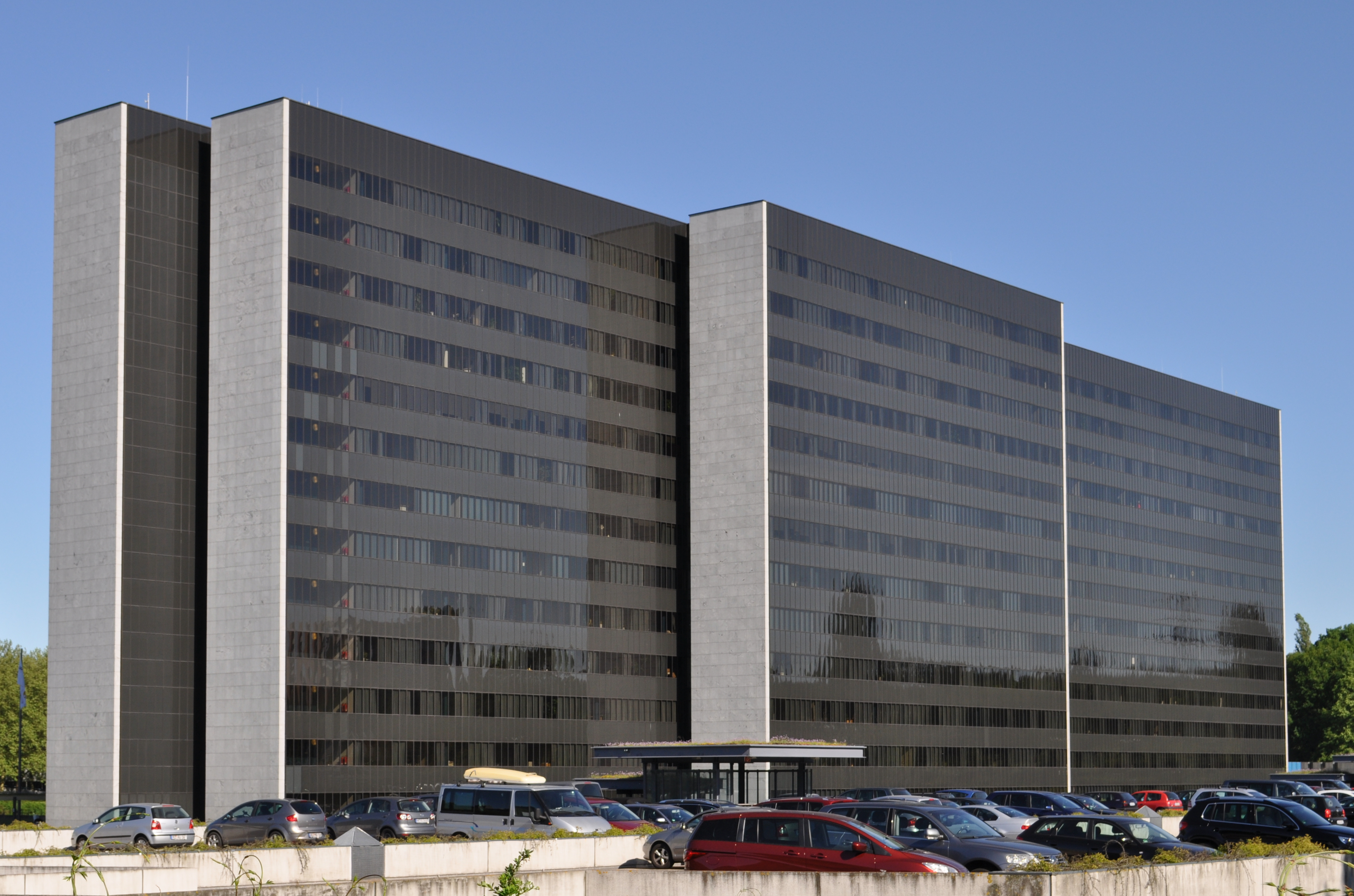
Ansicht von Osten im Jahr 2012.

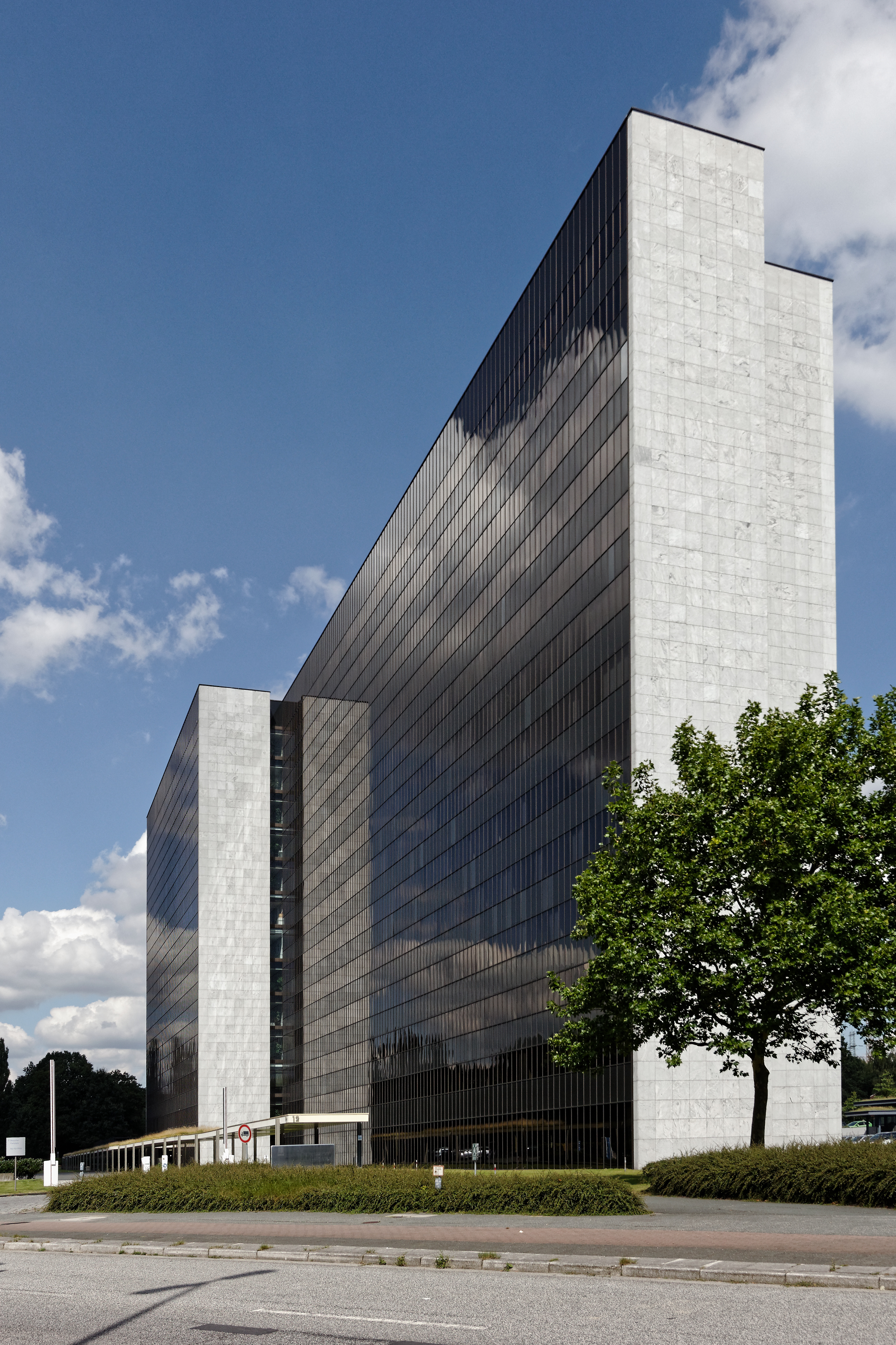
Ansicht von Südwesten mit Überseering im Vordergrund

Das Vattenfall-Gebäude, früher HEW-Gebäude, ist ein 1969 fertig gestellter Gebäudekomplex in der Hamburger Bürostadt City Nord. Er ist wahrscheinlich der mit Abstand bekannteste Bau aus diesem Ensemble und gilt als „eine der herausragenden architektonischen Leistungen im Verwaltungsbau“ und „bedeutendes Spätwerk“ des Architekten und Designers Arne Jacobsen. Bauherr und langjähriger Nutzer war der Energieversorger Hamburgische Electricitäts-Werke (HEW). Mit dem Kauf der HEW durch Vattenfall Deutschland wechselte das Gebäude nur den Besitzer, das Nutzungsprofil änderte sich jedoch nicht.
Im Jahr 2019 verkaufte Vattenfall die denkmalgeschützte ehemalige HEW-Zentrale in der Absicht, ihre Hamburger Zentrale von City Nord in das Elbbrückenquartier der Hamburg-HafenCity zu verlagern. Bis zum geplanten Umzug im Jahr 2023 wird das Unternehmen als Untermieter am Überseering der City Nord bleiben. Neuer Eigentümer der ehemaligen HEW-Zentrale mit der imposanten Glasfassade ist der Hamburger Projektentwickler, die Matrix Immobilien Gruppe.

## Bau und Architektur
Im 1962 bis 1963 durchgeführten Architektenwettbewerb für das Gebäude gab es keinen ersten Platz, sondern nur vier zweite Plätze. Erst in einer zweiten Sitzung entschied sich das Preisgericht unter dem Vorsitz von Dieter Oesterlen und Werner Hebebrand für die Entwürfe der Architekten Arne Jacobsen und Otto Weitling. Diese Entwürfe sahen vier parallel gegeneinander verschobene Hochhausscheiben vor, die sich einen zentralen Erschließungskern teilen. Die Grundsteinlegung erfolgte am 29. Juni 1966, Richtfest war am 17. August 1967, der Einzug begann im Februar 1969.
Arne Jacobsen versuchte, dem in der Form stark auf die reine Funktion reduzierten Gebäude, eine harmonische Einheit zu geben. Er wollte ein Zusammenspiel von Fassade, Gartengestaltung und Inventar erreichen und kümmerte sich akribisch um die Entwürfe vieler Details, damit er ein gut proportioniertes Gesamtkunstwerk schaffen konnte. Daher entwarf er auch die Möblierung der Eingangsbereiche, der Repräsentationsräume (Konferenzräume, Treppenhäuser, Flure, Vorstandsetage) und der Kantine. An vielen Stellen griff er z. B. auf damals bereits bekannte eigene Entwürfe für Stühle und Sessel zurück.
Das 153 m lange, 30 m breite und 44 m hohe Gebäude ist auf einem Stahlbetonskelett konstruiert und konsequent mit seiner Längsachse in Nord-Süd-Richtung positioniert. Die Basis ist ein Kellergeschoss, ein tiefer gelegtes sehr großzügiges Restaurantgeschoss und ein Eingangsgeschoss auf Straßenebene. Die vier leicht gegeneinander versetzen Hochhausscheiben selber sind zwar unterschiedlich lang, aber einheitlich weitere 12 Stockwerke hoch. Die auffällige Fassade zeigt deutlichen hell-dunkel-Kontrast zwischen Längs- und Stirnseiten. Die Längsseiten sind mit bronziertem Glas verkleidet, das nahezu 70 % des Sonnenlichtes absorbiert und so von außen dunkel, von innen jedoch nahezu klar wirkt. Die Stirnwände waren ursprünglich mit norwegischem Kalkstein verkleidet, der aber im Laufe der Zeit stark verwitterte und durch hellen indischen Gneis ersetzt wurde. Das von der Längsseite betrachtet sehr massiv, aber von der Stirnseite eher leicht und schmal wirkende Gebäude gehört zu den eindrucksvollsten Bauten auf dem Areal der City Nord.
Die langgestreckte Form des Baus ergab sich aus der Entscheidung, auf die zur Erbauungszeit populären Großraumbüros zu verzichten. Anfang der 1960er-Jahre hatte sich eine Planungsgruppe der HEW intensiv mit Bürohausbauten befasst und war unter anderem zu dem Schluss gekommen, dass flexible kleine Räume auf die absehbaren Veränderungen in der Arbeitsorganisation besser anpassbar wären. So wurden die Innenwände modular gestaltet und können teilweise leicht versetzt werden. Nach umfangreichen Tests stellte sich ein Grundraster mit einer Kantenlänge von 1,875 m unterteilt in Drittel von je 62,5 cm als das am besten nutzbare Maß heraus. Dieses Grundmaß und seine Vielfachen finden sich überall im Gebäude wieder, so auch bei Fensterbreiten, Wandverkleidungen, Einbauschränken und der Position von Versorgungsleitungen. Das kleinste realisierte Büro folgt mit einer Breite von 3,75 m (das sechsfache des Grundmaßes) ebenfalls diesem Schema. Insgesamt besitzt das Gebäude eine 
Büronutzfläche von 25.681 m².

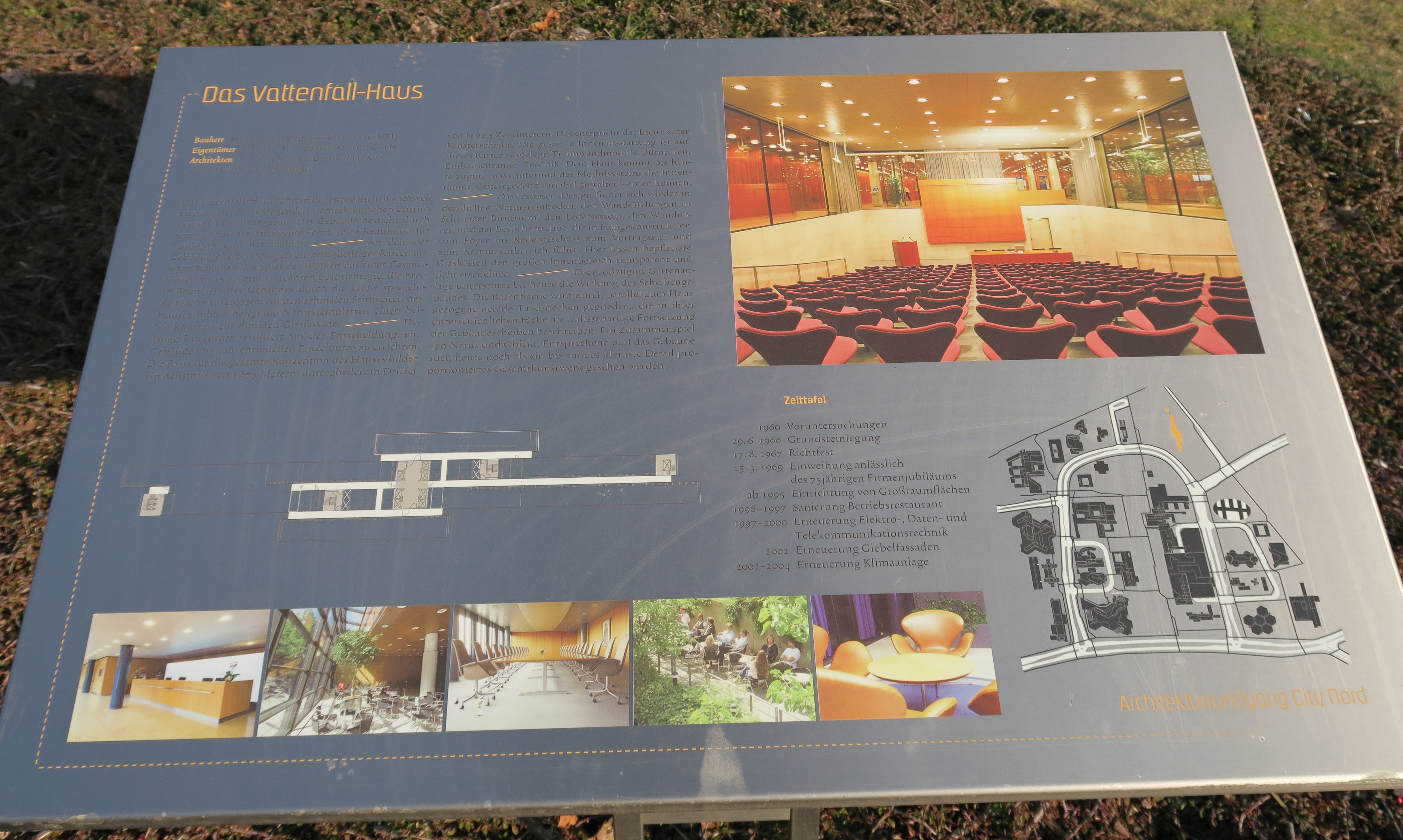
Vattenfall-Haus Infotafel, Innenansichten

Das Restaurantgeschoss hat die dreifache Fläche der normalen Bürogeschosse, da es als Verbindungsglied zwischen zwei Gebäuden geplant war. Der Gebäudekomplex hätte so um ein zweites, nahezu identisches Bürogebäude, erweitert werden können. Die Planung und Realisierung des Restaurantgeschosses war sehr aufwändig, denn die Entwürfe sahen eine breite Fensterfront zu einem Terrassengarten mit Wasserbecken und einige Kombinationen aus Oberlichtern und Pflanzkübeln vor. Durch die Einbindung von Licht, Wasser und Pflanzen ergibt sich für den großen Innenbereich ein transparenter und heller Eindruck.
Das Gebäude wurde auf dem ersten verkauften Grundstück und im ersten Bauabschnitt der City Nord realisiert. Von 1995 bis 2004 erfolgte schrittweise die Grundsanierung, wie die der Klimaanlage, Erneuerung der Elektro-, Daten- und Telekommunikationstechnik. 2011 erfolgte die Installation von Wärmepumpen und adiabaten Kühlern.
2013 wurde das Gebäude unter Denkmalschutz gestellt (Denkmalliste, Bezirk Hamburg-Nord: ID: 22055, Überseering 12, 12a, City Nord (Bürohaus HEW), 1965 / 1969).

## Nutzung
Das Gebäude war für eine Belegung mit maximal 2000 Büroarbeitsplätzen ausgelegt, diese Zahl verringerte sich im Laufe der leichten Änderungen am Gebäude auf 1300 am Anfang der 2010er-Jahre. Nach Fertigstellung legten die HEW ihre bis dahin auf fünf Standorte in Hamburg verteilte Verwaltung in der City Nord zusammen. Seitdem hat es keine grundlegende Änderung in der Nutzung gegeben.
Trotz Anpassungen an die Anforderungen des Nutzers ist das von Jacobsen im Inneren entworfene Ambiente in vielen Teilen erhalten geblieben. Für Besucher besonders augenfällig ist dies im für ein Gebäude solcher Größe vergleichsweise bescheidenen Eingangsbereich und im transparent in den Innenraum eingebetteten Vortragsraum mit seinen 190 Sitzplätzen. Dort ist die ursprüngliche Farbgestaltung fast unverändert, es gibt sehr viele von Jacobsen entworfene Möbelstücke und die Hängekonstruktion der Treppe zum Vortragsraum ist deutlich sichtbar. In einem Büro der Obergeschosse hat man beispielhaft die Originalmöblierung aus der Bauzeit erhalten.

## Haustechnik
Durch seine fortgeschrittene Haustechnik galt das Gebäude zum Zeitpunkt der Fertigstellung als eines der modernsten Bürohäuser Europas. Es wurde beständig auf einem hohen technischen Stand gehalten, der vergleichsweise niedrige Energie- und Wasserverbräuche ergab. Es erhielt 2013 das höchste Zertifikat des Zertifizierungssystems LEED für Bestandsgebäude und ist das älteste und das einzige denkmalgeschützte Haus in Deutschland, das diesen Status erreicht hat.

## Umbau des Gebäudes
Mit dem Verkauf des Gebäudes an die Matrix Immobilien Gruppe im Jahr 2023 wird das Gebäude von dem Unternehmen energetisch und unter Beachtung des Denkmalschutzes grundsaniert. Das Gebäude wird bis auf den Rohbau entkernt, einschließlich der einzigartigen Fassade, die auch aus energetischen Gründen erneuert werden muss, ihr äußeres Erscheinungsbild wird jedoch erhalten bleiben.
Die zukünftige Nutzung des Gebäudes wird sich von der bisherigen Nutzung als Konzernzentrale durch ein Unternehmen unterscheiden, indem es an mehrere Unternehmen zur Vermietung angeboten wird. Die bisherige Gebäudestruktur lässt ein solches geändertes Konzept zu, da eine unterschiedliche Vermietung auf den verschiedenen Gebäudeebenen möglich ist. Die Fertigstellung des Umbaus ist für das Jahr 2026 geplant.

## Drehort
Das Haus diente in der Fernsehserie Timm Thaler Ende der 1970er Jahre als Kulisse für den Firmensitz des fiktiven Barons Lefuet (gespielt von Horst Frank).

## Bilder

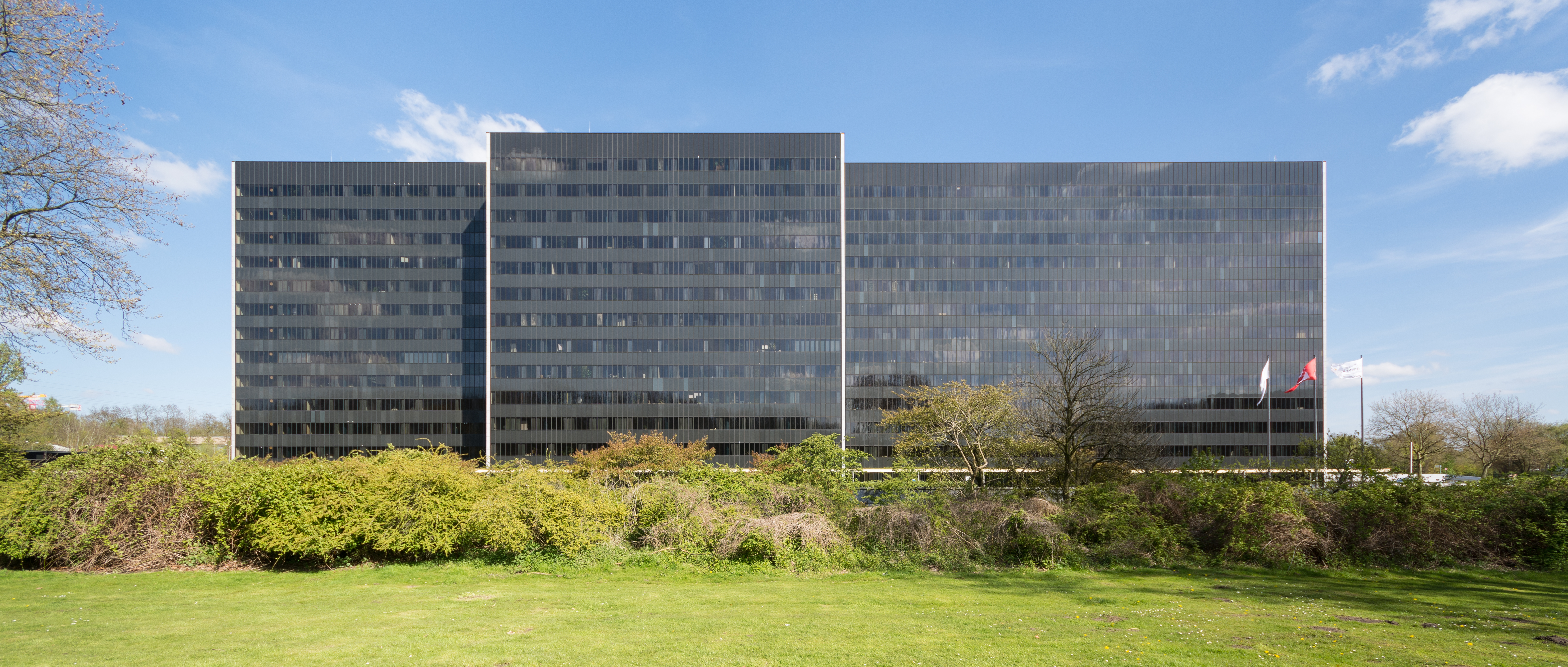
Glasfassade von Westen
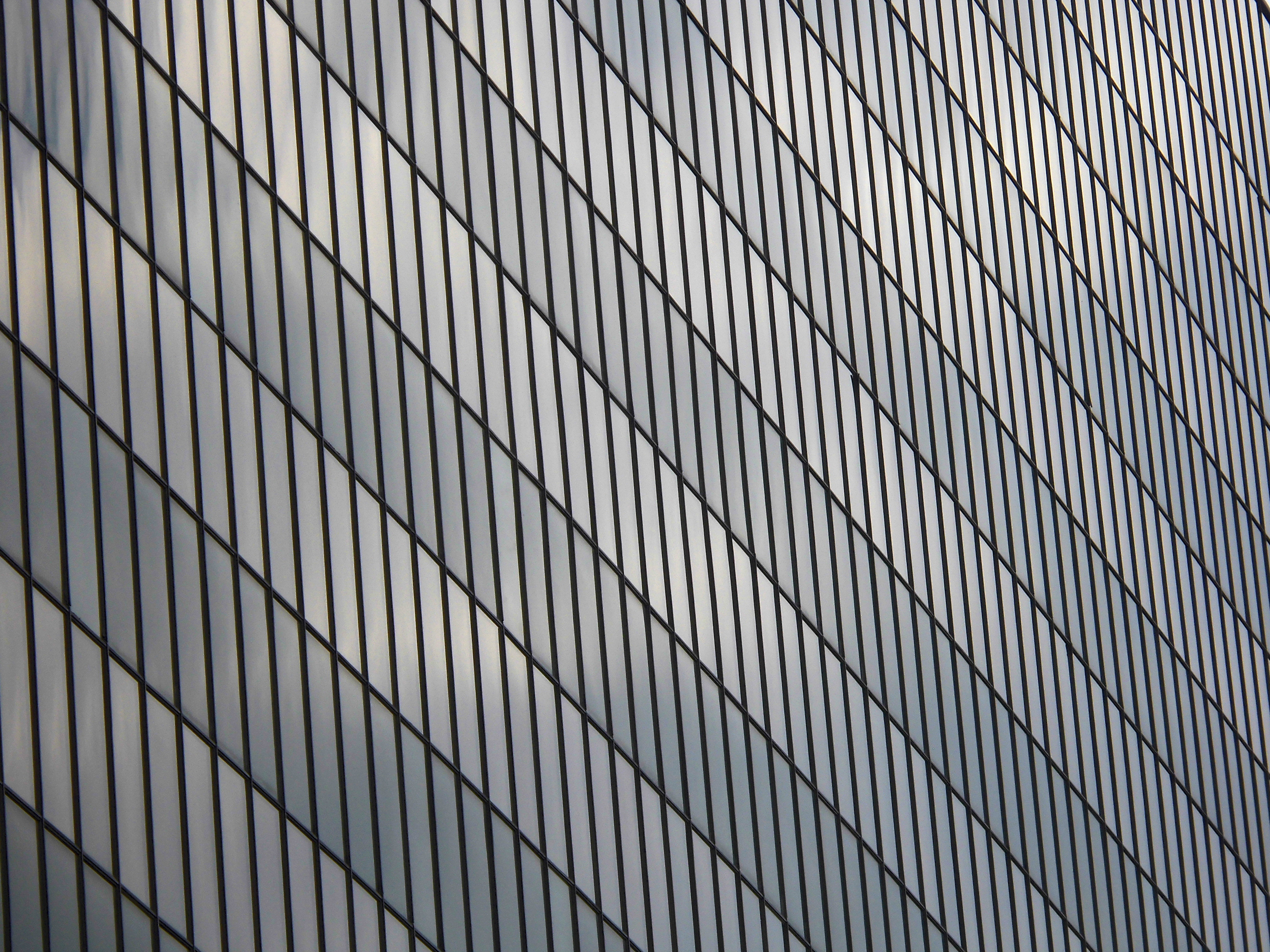
Fensterbänder der Westfassade
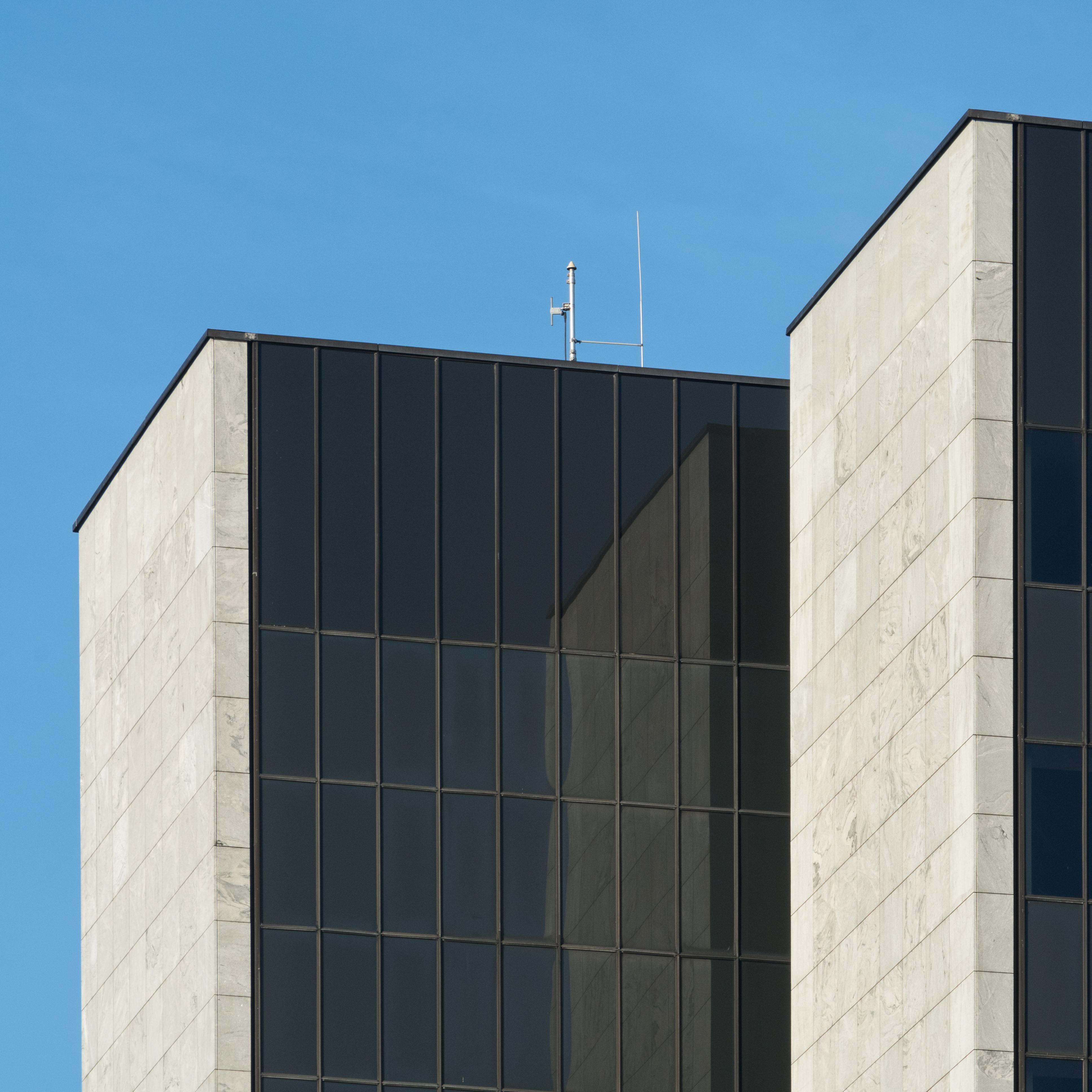
Hell-Dunkel-Kontrast der Fassade
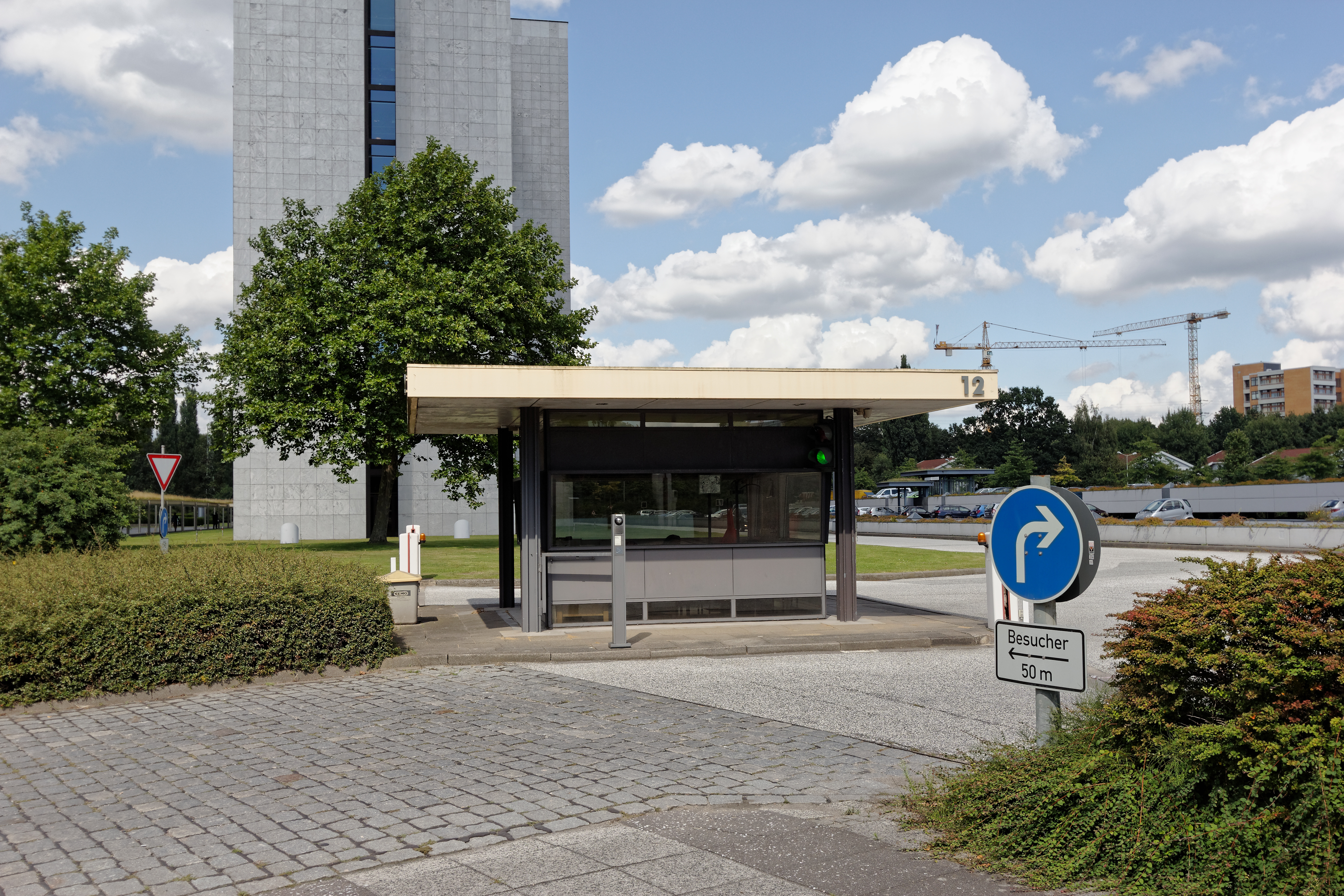
Einfahrt zum zugehörigen Parkplatz
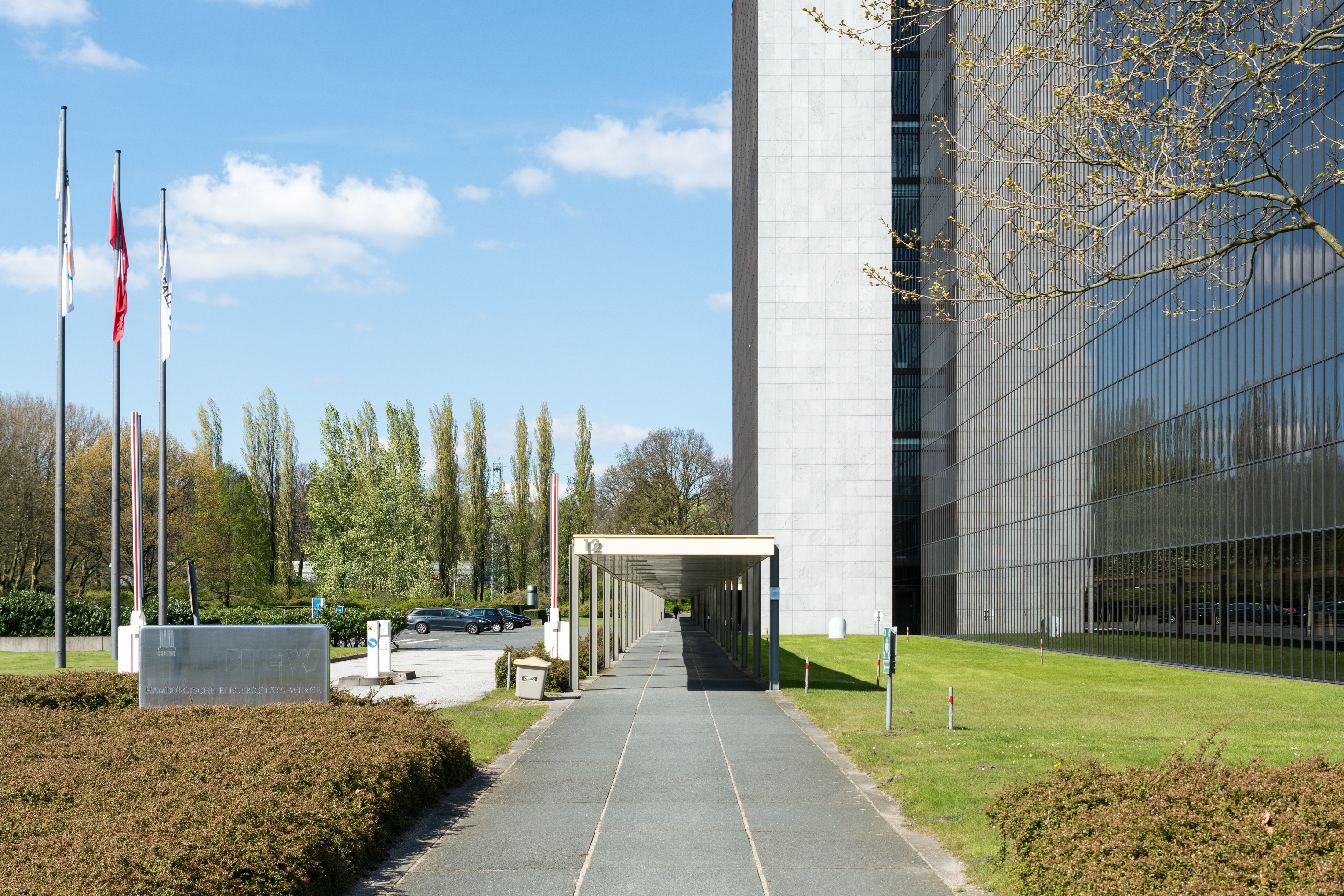
Eingangsbereich mit Pergola
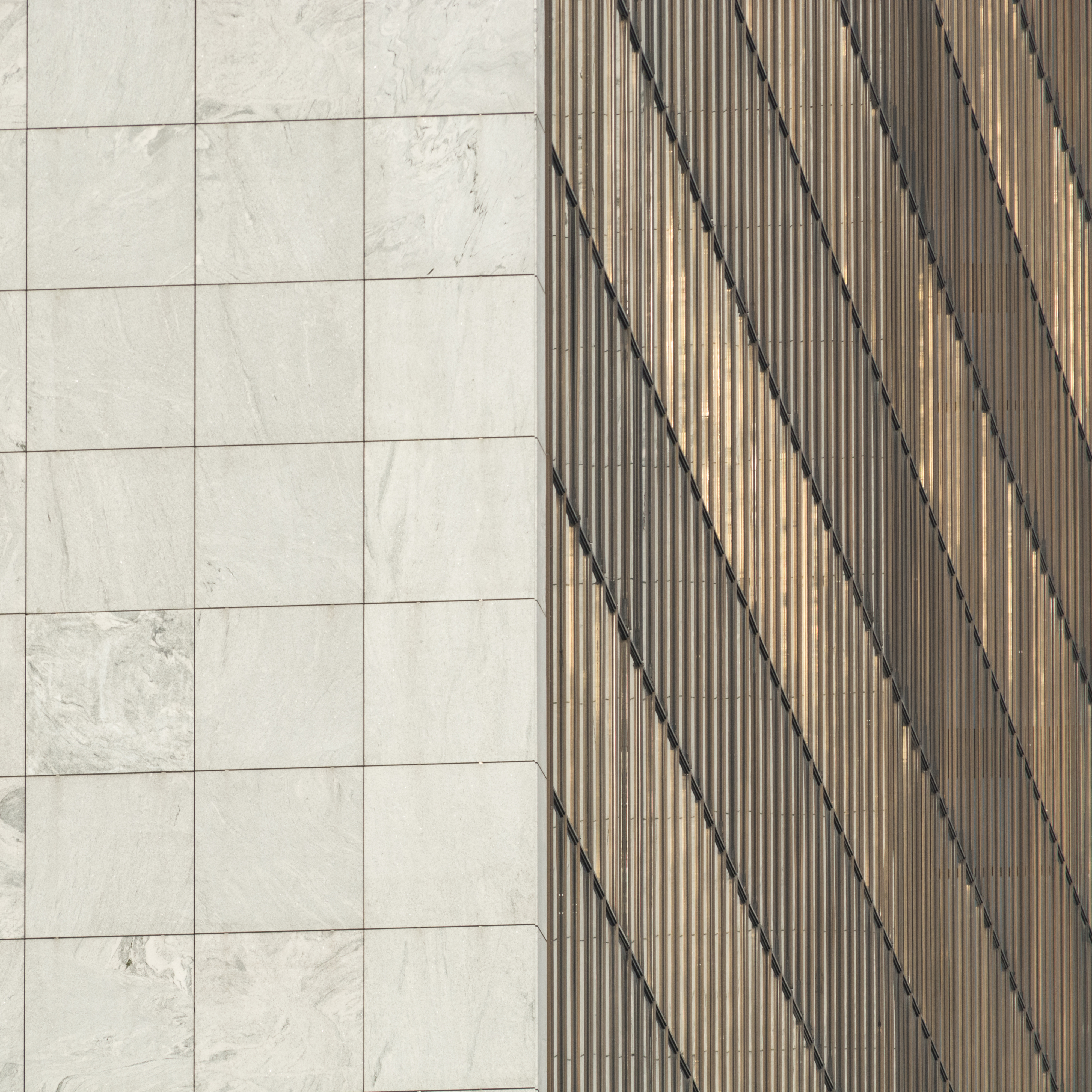
Stirn- und Längswand im Sonnenlicht